# Volcán Antofalla
Volcán Antofalla är en vulkan i Argentina.   Den ligger i provinsen Catamarca, i den norra delen av landet. Toppen på Volcán Antofalla är 6 409 meter över havet.
Volcán Antofalla är den högsta punkten i trakten.
Trakten runt Volcán Antofalla är ofruktbar med lite eller ingen växtlighet.